# Constitution luxembourgeoise de 1856
Lire en ligne

Légilux

Constitution luxembourgeoise de 1848 Constitution luxembourgeoise de 1868
La Constitution luxembourgeoise de 1856 est la Constitution du Grand-Duché de Luxembourg du 27 novembre 1856 au 25 octobre 1868.
La mort de Guillaume II en 1849 permit à son fils Guillaume III d’accéder au trône. Il était d’un caractère beaucoup plus autoritaire que son père et eut du mal à accepter la Constitution libérale de 1848. Par voie d’une ordonnance royale grand-ducale du 27 novembre 1856, il promulgua une révision de la Constitution. La Constitution de 1856 rétablit la souveraineté monarchique et les pouvoirs de la Chambre des Députés furent réduits. Qui plus est, et afin de contrebalancer le pouvoir législatif, un Conseil d’État, composé de membres fidèles au Roi Grand-Duc, fut institué suivant le modèle du Conseil d’Etat néerlandais.
En ce qui concerne les dispositions du chapitre traitant des Luxembourgeois et de leurs droits, la Constitution de 1856 les laissa en grande partie intactes, sauf à réintroduire le droit de timbre sur les publications de la presse et la coresponsabilité des éditeurs en cas de délit de presse et à reléguer à une loi le soin de régler et de limiter l’exercice du droit de s’associer.